# Al-Qá'im (persoon)
Al-Qā'im (Arabisch: القائم "Hij Die Verrijst") is een messias-achtige figuur in Sjii-islam, soms aangeduid als de Mahdi.